# Ligne 8 du métro de Madrid
Pour les articles homonymes, voir Ligne 8.
La ligne 8 (en espagnol : Línea 8 del Metro de Madrid) est l'une des treize lignes du réseau du métro de Madrid, ouverte pour la première fois en 1982, puis totalement remaniée en 1998. Elle dessert plusieurs quartiers de Madrid et son aéroport international.

## Histoire
La première version de la ligne 8 entre en service commercial le 9 juin 1982. Son trajet nord-sud va de Fuencarral à Nuevos Ministerios. Il est prolongé d'une station au sud, jusqu'à Avenida de América, le 23 décembre 1986.
Conformément au plan d'extension du réseau mené dans les années 1990, la ligne est supprimée le 22 janvier 1998, lorsque la ligne 10 reprend le trajet entre Fuencarral et Nuevos Ministerios et que le tronçon jusqu'à Avenida de América est désaffecté. La nouvelle ligne 8 est ouverte le 24 juin 1998, entre Mar de Cristal et Campo de las Naciones. Elle est régulièrement étendue ensuite, jusqu'à relier Nuevos Ministerios et l'aéroport de Madrid.

## Caractéristiques

### Stations et correspondances
|  |   |  | Station             | Zone  | Communes                             | Correspondances                                          |
|  | - |  | ------------------- | ----- | ------------------------------------ | -------------------------------------------------------- |
|  | ■ |  | Nuevos Ministerios  |       | Madrid (Chamberí, Chamartín, Tetuán) | Ligne 6 du métro de Madrid · Ligne 10 du métro de Madrid |
|  | • |  | Colombia            |       | Madrid (Chamartín)                   | Ligne 9 du métro de Madrid                               |
|  | • |  | Pinar del Rey       |       | Madrid (Hortaleza)                   |                                                          |
|  | • |  | Mar de Cristal      |       | Madrid (Hortaleza)                   | Ligne 4 du métro de Madrid                               |
|  | • |  | Feria de Madrid     |       | Madrid (Barajas)                     |                                                          |
|  | • |  | Aeropuerto T1-T2-T3 | [ 1 ] | Madrid (Barajas)                     |                                                          |
|  | • |  | Barajas             |       | Madrid (Barajas)                     |                                                          |
|  | ■ |  | Aeropuerto T4       | [ 1 ] | Madrid (Barajas)                     |                                                          |

## Exploitation

### Matériel roulant
Le trajet de la ligne 8 est servie par des trains de la série 8000.